# Miðnes
Miðnes (znany również jako Rosmhvalanes) – półwysep w południowo-zachodniej Islandii, stanowi północno-zachodnią część półwyspu Reykjanes. Nasada półwyspu pomiędzy zatokami Njarðvík i Ósar osiąga szerokość około 6 km. W najszerszym miejscu osiąga natomiast szerokość około 10 km. Jego długość wynosi około 15 km. Oblewają go wody Oceanu Atlantyckiego, od wschodniej strony zatoki Faxaflói oraz jej mniejszej zatoki Stakksfjörður. 
Obszar półwyspu wchodzi w skład gmin Sandgerðisbær, Garður i Reykjanesbær. Na półwyspie położone są miejscowości: Sandgerði, Garður, Keflavík i zachodnia część Njarðvíku. 
Płaski teren półwyspu sprzyjał lokalizacji głównego islandzkiego portu lotniczego Keflavíkurflugvöllur. Główną drogą biegnącą wzdłuż całego wybrzeża półwyspu jest droga nr 45. 